# Beihai (Chine ancienne)
Pour les articles homonymes, voir Beihai.
Beihai était à la fois le nom d'une ville et d'un district de Chine ancienne. La ville de Beihai était située dans l'actuelle province du Shandong, plus précisément dans l'actuelle ville de Weifang. Le district eut le statut de royaume et fut accordé comme fief à un neveu de l'Empereur Guangwu, restaurateur des Han. Ainsi, une lignée de descendants de sang impérial régnèrent sur le royaume de Beihai jusqu'en l'an 206, date où le royaume fut aboli. Kong Rong, pour sa part descendant de Confucius, y fut d'ailleurs le Chancelier jusqu'en l'an 196 où il fut défait par Yuan Tan.